# ماهرنگ بلوچ
دکتر ماهرنگ بلوچ فعال حقوق بشر و کنشگر مدنی در برابر ناپدید کردن اجباری در پاکستان و کشتار غیر قانونی توسط ارتش پاکستان در ایالت بلوچستان است.

## زندگینامه مادرملت بلوچ دکترمهرنگ باشعار زنده باد بلوچستان
مهرنگ در سال 1993 در یک خانواده بلوچ متولد شد . پدرش، عبدالغفار لانگو، فعالی بود که علیه نقض حقوق بشر در پاکستان صحبت می‌کرد.  او یک برادر به نام نصیر بلوچ و چندین خواهر از جمله نادیا بلوچ دارد. 
بلوچ یک متخصص پزشکی است و مدرک لیسانس پزشکی و لیسانس جراحی (MBBS) خود را از کالج پزشکی بولان در کویته دریافت کرده است . 

## آغاز فعالیت ها
در 11 دسامبر 2009، پدرش در حالی که در مسیر بیمارستان کراچی بود توسط نیروهای امنیتی پاکستان ربوده شد ، اما بعداً آزاد شد.  در 16 سالگی، او شروع به اعتراض به ربوده شدن پدرش کرد و به سرعت به چهره‌ای برجسته در جنبش مقاومت دانشجویی تبدیل شد.  در ژوئیه 2011، پدرش دوباره ربوده شد و بعداً در حالی که آثار شکنجه بر بدنش دیده می‌شد، مرده پیدا شد. 
در دسامبر ۲۰۱۷، برادرش نیز ربوده شد اما متعاقباً آزاد شد.  از آن زمان، او به عنوان یک چهره برجسته در جنبش مقاومت بلوچ ظاهر شده و علیه استخراج منابع طبیعی بلوچستان توسط دولت اعتراض کرده است.  در سال ۲۰۲۰، او گروهی از دانشجویان را در اعتراض به حذف پیشنهادی سیستم سهمیه‌بندی در کالج پزشکی بولان، که برای دانشجویان پزشکی از مناطق دورافتاده استان جا رزرو می‌کند، رهبری کرد.  در نتیجه فعالیت‌ها و اعتصاب‌های غذای این گروه ، تغییر سیاست پیشنهادی لغو شد. 
بلوچ حمایت بین‌المللی چهره‌های برجسته‌ای از جمله گرتا تونبرگ ، فعال محیط زیست، را به دست آورده است. او با توییت کردن «فعالان عدالت اقلیمی در سراسر جهان در کنار مهرنگ بلوچ و دیگر معترضان مسالمت‌آمیزی هستند که به دلیل صحبت علیه نقض حقوق بشر در بلوچستان توسط پلیس اسلام‌آباد بازداشت، شکنجه و مورد آزار و اذیت قرار گرفته‌اند .» این حمایت در طول راهپیمایی طولانی از تربت تا اسلام‌آباد ، زمانی که زنان بلوچ با سرکوب شدید نیروهای دولتی مواجه شدند، آشکار شد. به همین ترتیب، ملاله یوسف‌زی، برنده جایزه صلح نوبل ، حمایت خود را از او ابراز کرد و در توییتی نوشت: «من در کنار خواهران بلوچم که خواستار پاسخگویی در مورد ناپدید شدن‌های اجباری هستند، ایستاده‌ام. اعتراض مسالمت‌آمیز حق آنهاست و صدای آنها باید شنیده شود.» 

## فعالیت های اخیر

### راهپیمایی طولانی بلوچ‌ها ۲۰۲۳
نوشتار اصلی: راهپیمایی طولانی بلوچ‌ها
راهپیمایی طولانی بلوچ‌ها یک جنبش اعتراضی به رهبری زنان بلوچ و دیگر فعالان زن از کنگره جوانان بلوچ (BYC) بود. آنها از تربت به اسلام آباد سفر کردند تا به نقض حقوق بشر و ناپدید شدن‌های اجباری در بلوچستان اعتراض کنند .  به گفته BYC، معترضان توسط پلیس اسلام آباد بازداشت شدند .  بعداً، وثیقه‌ای تصویب شد که منجر به آزادی برخی از شرکت‌کنندگان شد، اگرچه طبق گزارش رسانه‌ها و وکلا، بسیاری از آنها همچنان مفقود هستند.  [ نقل قول‌های بیش از حد ]

### ۲۰۲۴ به رسمیت شناختن مجلهتایمو ممنوعیت سفر
در اکتبر 2024، مجله تایم ، بلوچ را به عنوان یکی از 100 رهبر تأثیرگذار نوظهور سال معرفی کرد و از شجاعت خارق‌العاده او در مخالفت با ظلم و ستم دولتی و حمایت بی‌وقفه‌اش از ناپدید شدن‌های اجباری و نقض حقوق بشر در بلوچستان قدردانی کرد.  با این حال، او از سفر به شهر نیویورک برای یک رویداد تایم منع شد و در فرودگاه بین‌المللی جناح با آزار و اذیت مواجه شد . هنگام بازگشت به خانه با سامی بلوچ ، او مورد آزار و اذیت بیشتر مأموران FIA قرار گرفت که گذرنامه و تلفن همراه او را ضبط کرده و سعی در ربودن او داشتند. به گفته وکیل او، مشخص شد که دولت پاکستان بی‌سروصدا او را به فهرست هویت ملی پاکستان (PNIL) اضافه کرده است ، فهرستی برای افرادی که مظنون به دست داشتن در فعالیت‌های جنایی مانند تروریسم ، پولشویی و کلاهبرداری هستند - تنها چند روز پس از اینکه او در 3 اکتبر در فهرست تأثیرگذار مجله تایم قرار گرفت.  در پاسخ، کمیسیون حقوق بشر پاکستان خواستار « آزادی رفت و آمد » برای بلوچ‌ها شد، در حالی که مری لالر ، گزارشگر ویژه سازمان ملل متحد در امور مدافعان حقوق بشر ، در رسانه‌های اجتماعی نگرانی عمیق خود را در مورد این حادثه ابراز کرد و به گزارش‌هایی از « آزار و اذیت ، ارعاب و بدرفتاری » اشاره کرد. 

#### آزار و اذیت سیاسی
در 11 اکتبر 2024، تنها چند روز پس از آنکه بلوچ از سفر به خارج از کشور منع شد، یک تاجر محلی در منطقه مالیر قائدآباد علیه او پرونده ضد تروریسم تشکیل داد . شاکی در اولین گزارش اطلاعاتی، بلوچ را به "تحریک خشونت در منطقه خود" متهم کرد، علیرغم اینکه افسر کلانتری قائدآباد قادر به تأیید چنین فعالیت‌هایی توسط بلوچ یا همکارانش نبود.  بلوچ این اتهامات را ساختگی دانست و این پرونده را به ناراحتی دولت از فعالیت او نسبت داد. او اظهار داشت که چنین گزارش‌هایی با هدف ارعاب افراد درگیر در مبارزه جمعی آنها منتشر می‌شود. 

### دستگیری ۲۰۲۵
نوشتار اصلی: اعتراضات ۲۰۲۵ بلوچستان
در 22 مارس 2025، بلوچ در جریان حمله به یک تحصن اعتراضی در کویته دستگیر شد . دولت بلوچستان او و دیگر فعالان BYC را به سازماندهی حمله به بیمارستان مدنی کویته و تحریک خشونت متهم کرد. در همان روز، هنگامی که کمیته یکجهتی بلوچ (BYC)، به رهبری بلوچ، خواستار اجساد کشته‌شدگان در عملیات نظامی پس از ربودن قطار جعفر اکسپرس در سال 2025 شد، اعتراض خشونت‌آمیزی در کویته آغاز شد . طبق گزارش پلیس، معترضان به بیمارستان مدنی کویته حمله کردند و اجساد شبه‌نظامیان را به زور تصاحب کردند.  دستگیری او در جریان سرکوب گسترده‌تر پلیس علیه تظاهرات BYC علیه ناپدید شدن‌های اجباری رخ داد. 

#### محکومیت بین‌المللی
این دستگیری محکومیت بین‌المللی از سوی سازمان‌های حقوق بشری و چهره‌های برجسته، از جمله ملاله یوسف‌زی و گزارشگر ویژه مدافعان حقوق بشر سازمان ملل را برانگیخت که خواستار آزادی فوری او شدند. 
در بیانیه‌ای که در تاریخ 26 مارس 2025 منتشر شد، گروهی از کارشناسان مستقل حقوق بشر سازمان ملل متحد نگرانی عمیق خود را در مورد بازداشت بلوچ ابراز کردند. این کارشناسان از مقامات پاکستانی به دلیل استفاده ادعایی از بازداشت خودسرانه، ناپدید شدن‌های اجباری و استفاده بیش از حد از زور در پاسخ به اعتراضات مسالمت‌آمیز انتقاد کردند. آنها خواستار آزادی فوری بلوچ و سایر بازداشت‌شدگان شدند و از دولت خواستند که از سوءاستفاده از اقدامات ضد تروریسم علیه فعالان حقوق بشر خودداری کند و محل نگهداری افرادی را که گفته می‌شود در معرض ناپدید شدن‌های اجباری قرار گرفته‌اند، روشن کند. 

#### بدرفتاری در دوران حبس
در 23 مارس 2025، پس از دستگیری، بلوچ در زندان ناحیه هودا تحت شرایطی که خانواده و تیم حقوقی‌اش آن را خشن و غیرقانونی توصیف کردند، بازداشت شد. به گفته خواهرش، نادیا بلوچ، او در یک ملاقات کوتاه "ضعیف و مضطرب" به نظر می‌رسید و مقامات از دسترسی او به وکیل مدافع جلوگیری کرده و از دادن غذای آورده شده توسط خانواده‌اش به او جلوگیری کردند. طبق گزارش‌ها، او در انزوا نگهداری می‌شد و از هیچ اتهام رسمی مطلع نبود. وکیل او، عمران بلوچ، اظهار داشت که دولت پس از قرار گرفتن او در فهرست TIME100 Next و نامزدی او برای جایزه صلح نوبل 2025، اقدامات خود را علیه او تشدید کرده است. 

## جنجال
مقامات پاکستانی، بلوچ را به عنوان محرک احساسات ضد دولتی معرفی کرده‌اند . دولت او را به ترویج این احساسات و تحریک ناآرامی متهم کرده است. در ژانویه 2024، یک پرونده FIR علیه او تحت بند 124-A (فتنه) قانون مجازات پاکستان تشکیل شد و ادعا شد که سخنرانی‌های او از دولت انتقاد کرده و می‌تواند باعث ایجاد بی‌نظمی عمومی شود. مقامات ادعا کردند که اظهارات او امنیت و ثبات ملی در بلوچستان را تهدید می‌کند . [ نیازمند منبع ] در فوریه 2024، عقیل مالک، سخنگوی دولت ، نگرانی‌هایی را در مورد BYC ابراز کرد و اظهار داشت که اعتراضات و تظاهرات این گروه فراتر از حمایت از حقوق بشر است و روایت‌هایی را در بر می‌گیرد که می‌تواند به عنوان به چالش کشیدن اقتدار دولت تلقی شود. علاوه بر این، او به احتمال نفوذ خارجی در شکل‌دهی به فعالیت‌های آنها اشاره کرد.  منتقدان همچنین استدلال می‌کنند که BYC به عنوان جبهه نرم سازمان‌های شبه‌نظامی مانند ارتش آزادی‌بخش بلوچستان (BLA) عمل می‌کند . 
پس از دستگیری او در 22 مارس 2025، مقامات بلوچ را به اعتراضات در کویته، جایی که درگیری‌هایی بین تظاهرکنندگان و نیروهای امنیتی رخ داد، مرتبط دانستند. مقامات ادعا کردند که تظاهرات علیه ناپدید شدن‌های اجباری به خشونت کشیده شد و شعارها و اقداماتی ضد دولتی تلقی شد. با این حال، سازمان‌های حقوق بشر و حامیان او این ادعاها را رد کرده و اظهار داشتند که اعتراضات مسالمت‌آمیز باقی مانده و او به ناحق هدف قرار گرفته است. در حالی که دولت پاکستان فعالیت او را به عنوان یک چالش بالقوه برای وحدت ملی می‌بیند ، مدافعان او استدلال می‌کنند که او نگرانی‌های بشردوستانه در بلوچستان را برجسته می‌کند. این روایت‌های متضاد، تنش‌های گسترده‌تر پیرامون فعالیت در منطقه را برجسته می‌کند. 
در آگوست 2024، طی یک کنفرانس مطبوعاتی خطاب به خبرنگاران، مدیر کل روابط عمومی بین سرویس‌ها (ISPR) مهرنگ بلوچ، رهبر جنبش BYC، را به بدنام کردن سازمان‌های اجرای قانون که با تروریسم، مافیای جنایتکار و باج‌گیران مبارزه می‌کنند و ایجاد جنجال پیرامون پروژه‌های توسعه‌ای در بلوچستان متهم کرد . 
منتقدان همچنین ادعا می‌کنند که بلوچ در مورد حملات تروریستی انجام شده توسط BLA و BLF در بلوچستان سکوت کرده است .  در 23 مه 2025، مدیر کل روابط عمومی ارتش پاکستان (ISPR) در حالی که در یک کنفرانس مطبوعاتی سخنرانی می‌کرد، مهرنگ بلوچ را "تروریست نیابتی" اعلام کرد.  در پاسخ به این ادعاها، فرحت‌الله بابر، رئیس کمیته حقوق بشر حزب مردم پاکستان، نسبت به برچسب زدن بلوچ یا هر کسی که با او مرتبط است به عنوان "تروریست" بدون مدرک یا محاکمه هشدار داد.  بلوچ اظهار داشت که ادعاهای مطرح شده توسط مدیر کل روابط عمومی ارتش پاکستان "بی‌اساس" بوده و پیام او تحریف شده است. 

## جوایز و نامزدی‌ها
در دسامبر 2024، بلوچ در فهرست 100 زن بی‌بی‌سی قرار گرفت .  مجله تایم همچنین بلوچ را در فهرست TIME100 Next خود قرار داد،  که «100 ستاره نوظهور را که آینده تجارت، سرگرمی، ورزش، سیاست، علم، سلامت و موارد دیگر را شکل می‌دهند، برجسته می‌کند». 
در مارس 2025، بلوچ از طریق X تأیید کرد که برای جایزه صلح نوبل در سال 2025 نامزد شده است . 